# John Metgod
Johannes Antonius Bernardus (John) Metgod (Amsterdam, 27 februari 1958) is een voormalig Nederlands profvoetballer die als verdediger speelde. Nadien werd hij trainer.

## Loopbaan als speler

### Jeugd
Metgod werd geboren in de Amsterdamse wijk Osdorp. Daar groeide hij op aan achtereenvolgens het Blomwijckerpad en de Osdorper Ban, als oudste van drie broers (zijn jongere broer Edward werd ook profvoetballer en zijn jongste broer Mark golfde op professioneel niveau). Op negenjarige leeftijd werd hij lid van amateurclub DWS, waar zijn vader materiaalman was. Aangezien men voor een lidmaatschap bij de vereniging minimaal tien jaar moest zijn loog hij over zijn leeftijd. Bij DWS groeide hij uit tot een sterke verdediger, waardoor hij werd opgenomen in het Amsterdams jeugdelftal, en in 1974 werd hij opgemerkt door Barry Hughes, destijds hoofdtrainer van Haarlem. Na een seizoen in het tweede elftal van de Haarlemse club te hebben gespeeld, maakte de Amsterdammer op 18 augustus  zijn debuut in het betaald voetbal in de met 4-0 verloren uitwedstrijd tegen FC Groningen. Hij werd dat seizoen kampioen van de eerste divisie, in een elftal met onder meer Johan Derksen, Gerrie Kleton en Beer Wentink.

### Overstap naar AZ
Na één jaar verhuisde Metgod naar AZ '67, dat op dat moment onder leiding stond van Hans Kraay sr. en met het geld van de broers Cees en Klaas Molenaar hoge ambities trachtte waar te maken. De verdediger kwam hier op de rechtsbackpositie te staan. Metgods verblijf bij AZ'67 viel precies samen met de zes topseizoenen van de club, waarin het landskampioenschap en de finale van de UEFA Cup 1980/81 werden behaald in het seizoen 1980/81. Laatstgenoemde werd verloren van het Engelse Ipswich Town (3-0 uitnederlaag, gevolgd door een te krappe 4-2 thuiszege).

### In het buitenland
Hoewel hij de sfeer in Alkmaar als uitermate prettig ervoer vertrok Metgod na te zijn bekeken door trainer Alfredo Di Stéfano in 1982 naar de Spaanse topclub Real Madrid. Bij de Koninklijke werd hij de tweede buitenlander, naast de Duitse Uli Stielike. Ondanks enkele taalproblemen kon de verdediger goed aarden en in twee seizoenen speelde hij 49 wedstrijden. In 1983 stond hij met de club in vijf verschillende finales, die alle verloren gingen: de Copa del Rey en de Copa de la Liga werden gewonnen door FC Barcelona, de Supercopa door Real Sociedad en de Europacup II door Aberdeen. Ook het landskampioenschap werd op de laatste dag met één punt verschil verloren aan Athletic de Bilbao.
In de zomerstop na Metgods tweede seizoen werd de Argentijn Jorge Valdano aangetrokken, en aangezien destijds de regel gold dat een club slechts twee buitenlanders mocht opstellen werd de Amsterdammer overbodig. Hij maakte vervolgens de overstap naar Nottingham Forest, dat uitkwam in de Premier League. Onder leiding van Brian Clough, die de Britse club in 1979 en 1980 de Europacup I had bezorgd, kende de verdediger drie goede seizoenen; hij was een vaste waarde binnen het team en scoorde in totaal vijftien maal. Na een minder succesvol jaar bij Tottenham Hotspur, waarin hij slechts twaalf wedstrijden in actie kwam, keerde Metgod in 1988 terug naar Nederland.

### Feyenoord
In Nederland tekende hij een contract bij Feyenoord, dat bij zijn komst in een mindere vorm verkeerde. Hoewel hij Amsterdammer was, werd Metgod snel geaccepteerd; hij was oud speler van DWS en niet van naaste concurrent Ajax. In Rotterdam maakte hij de wederopstanding mee van de Stadionclub, groeide uit tot een vaste waarde en werd in 1993 onder Willem van Hanegem landskampioen. Het seizoen daarop zou zijn laatste worden als profvoetballer; de competitiewedstrijd tegen VVV-Venlo op 16 januari 1994 was zijn afscheidswedstrijd, en met een benutte strafschop was hij mede verantwoordelijk voor de 5-0-overwinning. Na 86 minuten kreeg de toen 36-jarige Metgod een publiekswissel, en werd hij vervangen door Orlando Trustfull.

### Interlandloopbaan
Metgod werd bij AZ voor het eerst geselecteerd voor het Nederlands elftal, en op 15 november 1978 maakte hij zijn internationale debuut in de met 3-0 gewonnen thuiswedstrijd tegen de DDR, toen hij tijdens de rust Johan Neeskens verving. Hij zou tot in 1983 in totaal 21 wedstrijden spelen, waarvan acht werden gewonnen, tien werden verloren en drie werden gelijkgespeeld. Hij maakte deel uit van de Nederlandse selectie op het Europees kampioenschap voetbal 1980.

## Loopbaan als trainer
Na zijn actieve carrière ging Metgod aan de slag als jeugdtrainer bij satellietclub Excelsior, waar hij al na één seizoen als assistent-coach aan de technische staf van het eerste elftal werd toegevoegd. Na het ontslag van Hans van der Pluijm in december 1996 was de voormalige verdediger zelfs voor een korte periode hoofdtrainer van de eerstedivisionist. Vanaf 1997 werkte Metgod als assistent-trainer bij zijn voormalige club Feyenoord, dat in 1999 kampioen werd en in 2002 de UEFA Cup won, een functie waar hij in 2008 mee ophield om zich op de scouting te richten. In november van dat jaar werd echter al bekendgemaakt dat hij de Rotterdamse club verliet, nadat hij door voormalig Arsenalspeler Tony Adams was overgehaald hem te assisteren bij zijn functie als trainer van Portsmouth FC. Op 9 februari 2009 werden zowel Adams als Metgod ontslagen bij Portsmouth.
Daarna was hij tot 2013 assistent van Nigel Clough bij Derby County. In januari 2014 vertrok hij als adviseur naar Colorado Rapids, waar hij ook als assistent-manager fungeerde, dit was voor korte duur. Metgod kwam in juli weer terug naar Nederland en was in het seizoen 2013/14 scout voor Brighton & Hove Albion.
Per 1 juli 2015 werd Metgod aangesteld als technisch manager van eredivisieclub ADO Den Haag. Na één seizoen moest hij alweer vertrekken. Eind april 2017 werd hij door trainer Tony Adams als assistent toegevoegd aan de staf bij Granada.
Metgod was in het seizoen 2017-2018 bestuurslid Technische Zaken bij Nottingham Forest, dat uitkomt in de Championship (op een na hoogste divisie in Engeland). In 2021 werd Metgod assistent-bondscoach van de Verenigde Arabische Emiraten, waar Bert van Marwijk de bondscoach was. 
Op 1 maart 2022 werd Metgod assistent-trainer bij de club Al-Hazm Rass in Saoedi-Arabië. Per 1 juli 2022 is Metgod terug bij ADO als assistent van Dirk Kuijt.

## Erelijst als speler
AZ
- kampioen van Nederland

1981
- KNVB beker

1978
1981
1982
 Feyenoord
- kampioen van Nederland

1993
- KNVB beker

1991
1992
1994